# Synclerostola pinorum
Synclerostola pinorum är en fjärilsart som beskrevs av Köhler 1979. Synclerostola pinorum ingår i släktet Synclerostola och familjen nattflyn. Inga underarter finns listade i Catalogue of Life.